# Viktor I.

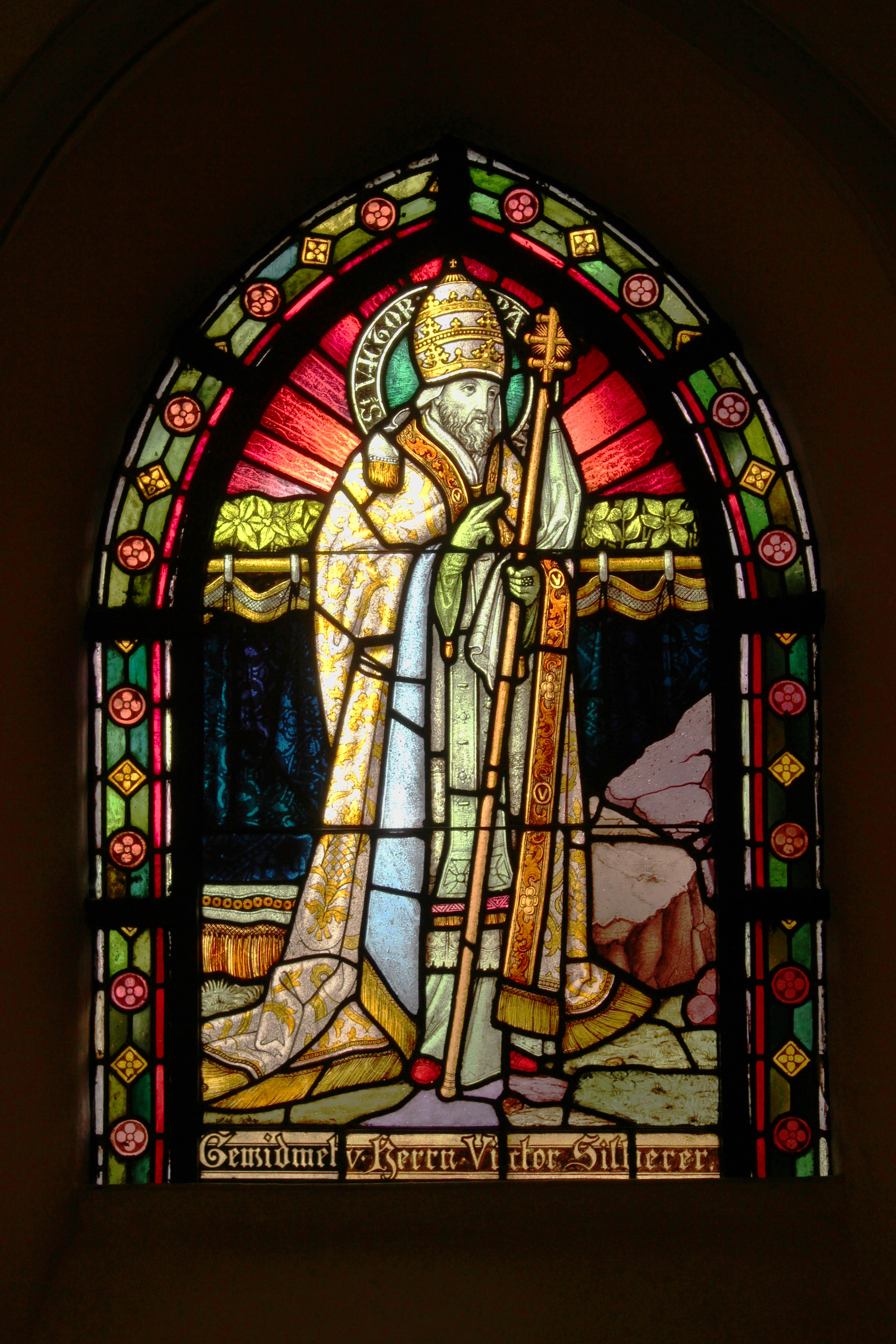
Viktor mit – anachronistischer – Tiara, Pfarrkirche Semmering

Viktor I. († 199 in Rom) amtierte in den 190er Jahren als Bischof von Rom.

## Leben
Dem Liber Pontificalis zufolge war Viktor Afrikaner (natione Afer) und der Sohn eines Felix. Er wurde als Nachfolger des Eleutherus Bischof von Rom und hatte dieses Amt Eusebius von Caesarea zufolge zehn Jahre lang inne, dem anonymen Chronographen von 354 zufolge amtierte Viktor aber nur neun Jahre.
Viktor sympathisierte mit dem modalistischen Monarchianismus, wie er von Praxeas vertreten wurde. Der Bischof von Rom (d. h. Eleutheros oder wahrscheinlicher Viktor) habe Kirchengemeinschaft mit den Montanisten herstellen wollen, dies aber auf Anstiften des Praxeas unterlassen – so der Vorwurf des Montanisten Tertullian.
Der Name Viktors ist insbesondere mit dem Streit um den Ostertermin verbunden, der schon unter Anicetus kontrovers diskutiert worden war. Das Osterfest wurde von den kleinasiatischen Gemeinden, den sogenannten Quartodezimanäern, am 14. des jüdischen Monats Nisan (Paschafest) gefeiert, in der westlichen Kirche am darauffolgenden Sonntag. Unklar sind die Beweggründe – möglicherweise das Interesse der Vereinheitlichung, eventuell auch die Propaganda eines gewissen Blastus gegen den westlichen Ostertermin oder das Bestreben, den Termin des Paschafests zu vermeiden. Die letztgenannte Möglichkeit wird als besonders wahrscheinlich betrachtet, da die zu dieser Zeit noch junge christliche Kirche sich von ihrem jüdischen Ursprung distanzieren wollte.
Viktor hielt in vielen Gemeinden, die sich ihm anschlossen, ausgenommen die kleinasiatischen Gemeinden, Synoden ab. Viktor schloss diese Gemeinden aus der Kirche aus und zog mit dieser Exkommunikation vielfache Entrüstung auf sich. Es gilt als die erste autoritative Maßnahme des Papsttums. Irenäus von Lyon bestritt Viktor das Recht hierzu keineswegs, lehnte indessen die Exkommunikation ab, da der Anlass nur liturgischer, nicht dogmatischer Natur war. Viktor gab nach, wodurch die Gefahr eines Schismas vermieden wurde.
Viktor exkommunizierte die römischen Valentinianer um Florinus, die römischen Theodotianer um den Geldhändler Theodotos von Byzanz und die römischen Quartodezimaner um Blastus.

## Heiligenverehrung
Dem Liber Pontificalis zufolge starb Viktor als Märtyrer in Rom; sein Grab befand sich demnach neben dem Petrusgrab im Vatikan. Ein Bericht über sein Martyrium ist jedoch nicht bekannt.
Das Martyrologium Romanum nennt den 28. Juli als Gedenktag des Papstes und Märtyrers Viktor; als Fest wurde dieser Tag in der Römisch-katholischen Kirche bis 1969 begangen.
Nach Viktor I. von Rom ist Viktorsberg benannt.